# Temporada 1974-75 de los Golden State Warriors

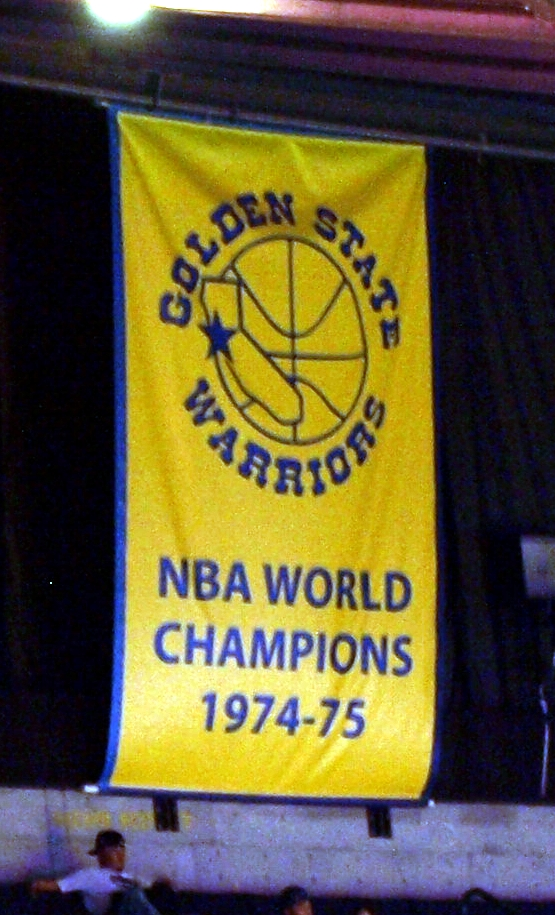
El estandarte de campeones de 1975 de los Warriors.

La temporada 1974-75 fue la vigesimonovena de los Warriors en la NBA, y la decimotercera en el Área de la Bahía de San Francisco, a donde llegaron procedentes de Filadelfia, y la cuarta en la ciudad de Oakland con la denominación de Golden State Warriors. La temporada regular acabó con 48 victorias y 34 derrotas, acabando en la primera posición de la Conferencia Oeste, clasificándose para los playoffs, en los que se proclamaron campeones de la NBA tras derrotar en las finales a los Washington Bullets. No volverían a ganar otro título hasta 2015, 40 años después.

## Elecciones en elDraft
| Ronda | Puesto | Jugador        | Posición | Nacionalidad   | Universidad   |
| ----- | ------ | -------------- | -------- | -------------- | ------------- |
| 1     | 11     | Jamaal Wilkes  | Alero    | Estados Unidos | UCLA          |
| 2     | 29     | Phil Smith     | Escolta  | Estados Unidos | San Francisco |
| 3     | 47     | Frank Kendrick | Alero    | Estados Unidos | Purdue        |

## Temporada regular
| División Pacífico       | División Pacífico | División Pacífico | División Pacífico | División Pacífico | División Pacífico | División Pacífico | División Pacífico | División Pacífico |
| Equipo                  | G                 | P                 | %                 | PD                | Casa              | Fuera             | Neutral           |                   |
| ----------------------- | ----------------- | ----------------- | ----------------- | ----------------- | ----------------- | ----------------- | ----------------- | ----------------- |
| y-Golden State Warriors | 48                | 34                | .585              | –                 | 31–10             | 17–24             | 19–11             |                   |
| x-Seattle SuperSonics   | 43                | 39                | .524              | 5                 | 24–16             | 19–23             | 18–12             |                   |
| Portland Trail Blazers  | 38                | 44                | .463              | 10                | 29–13             | 9–31              | 16–14             |                   |
| Phoenix Suns            | 32                | 50                | .390              | 16                | 22–19             | 10–31             | 12–18             |                   |
| Los Angeles Lakers      | 30                | 52                | .366              | 18                | 21–20             | 9–32              | 10–20             |                   |

## Playoffs

### Semifinales de Conferencia
Golden State Warriors vs. Seattle SuperSonics 
| Fecha       | Partido                                            | Ciudad  |
| ----------- | -------------------------------------------------- | ------- |
| 14 de abril | Golden State Warriors 123, Seattle SuperSonics 96  | Oakland |
| 16 de abril | Golden State Warriors 99, Seattle SuperSonics 100  | Oakland |
| 17 de abril | Seattle SuperSonics 96, Golden State Warriors 105  | Seattle |
| 19 de abril | Seattle SuperSonics 111, Golden State Warriors 94  | Seattle |
| 22 de abril | Golden State Warriors 124, Seattle SuperSonics 100 | Oakland |
| 24 de abril | Seattle SuperSonics 96, Golden State Warriors 105  | Seattle |
|             | Golden State Warriors gana las series 4-1          |         |

### Finales de Conferencia
Golden State Warriors vs. Chicago Bulls 
| Fecha       | Partido                                      | Ciudad  |
| ----------- | -------------------------------------------- | ------- |
| 27 de abril | Golden State Warriors 107, Chicago Bulls 89  | Oakland |
| 30 de abril | Chicago Bulls 90, Golden State Warriors 89   | Chicago |
| 4 de mayo   | Chicago Bulls 108, Golden State Warriors 101 | Chicago |
| 6 de mayo   | Golden State Warriors 111, Chicago Bulls 106 | Oakland |
| 8 de mayo   | Golden State Warriors 79, Chicago Bulls 89   | Oakland |
| 11 de mayo  | Chicago Bulls 72, Golden State Warriors 86   | Chicago |
| 8 de mayo   | Golden State Warriors 83, Chicago Bulls 79   | Oakland |
|             | Golden State Warriors gana las series 4-3    |         |

### Finales de la NBA
Golden State Warriors vs. Washington Bullets
| Fecha      | Partido                                           | Ciudad   |
| ---------- | ------------------------------------------------- | -------- |
| 18 de mayo | Washington Bullets 95, Golden State Warriors 101  | Landover |
| 20 de mayo | Golden State Warriors 92, Washington Bullets 91   | Oakland  |
| 23 de mayo | Golden State Warriors 109, Washington Bullets 101 | Oakland  |
| 25 de mayo | Washington Bullets 95, Golden State Warriors 96   | Landover |
|            | Golden State gana las finales 4-0                 |          |

## Estadísticas
| Rk | Jugador         | Edad | P  | PT | MP   | TC   | TCI  | %TC  | TL  | TLI | %TL  | RO  | RD  | RT   | AS  | RB  | TAP | BP | FP  | PTS  |
| -- | --------------- | ---- | -- | -- | ---- | ---- | ---- | ---- | --- | --- | ---- | --- | --- | ---- | --- | --- | --- | -- | --- | ---- |
| 1  | Rick Barry      | 30   | 80 |    | 40.4 | 12.9 | 27.7 | .464 | 4.9 | 5.5 | .904 | 1.2 | 4.6 | 5.7  | 6.2 | 2.9 | 0.4 |    | 2.8 | 30.6 |
| 2  | Butch Beard     | 27   | 82 |    | 30.7 | 5.0  | 9.4  | .528 | 2.8 | 3.4 | .832 | 1.4 | 2.4 | 3.9  | 4.2 | 1.6 | 0.1 |    | 3.6 | 12.8 |
| 3  | Clifford Ray    | 26   | 82 |    | 30.7 | 3.6  | 7.0  | .522 | 2.1 | 3.5 | .602 | 3.2 | 7.5 | 10.6 | 2.2 | 1.2 | 1.4 |    | 3.7 | 9.4  |
| 4  | Jamaal Wilkes   | 21   | 82 |    | 30.7 | 6.1  | 13.8 | .442 | 2.0 | 2.7 | .734 | 2.5 | 5.7 | 8.2  | 2.2 | 1.3 | 0.3 |    | 2.7 | 14.2 |
| 5  | Charles Johnson | 25   | 79 |    | 27.5 | 5.0  | 12.1 | .412 | 0.9 | 1.3 | .735 | 1.7 | 2.2 | 3.9  | 2.9 | 1.7 | 0.1 |    | 2.6 | 10.9 |
| 6  | Derrek Dickey   | 23   | 80 |    | 23.2 | 3.4  | 7.1  | .482 | 0.8 | 1.2 | .667 | 2.4 | 4.5 | 6.9  | 1.6 | 0.7 | 0.2 |    | 2.5 | 7.7  |
| 7  | George Johnson  | 26   | 82 |    | 17.5 | 1.9  | 3.9  | .476 | 0.7 | 1.1 | .659 | 2.6 | 4.4 | 7.0  | 0.8 | 0.4 | 1.7 |    | 2.5 | 4.4  |
| 8  | Jeff Mullins    | 32   | 66 |    | 17.3 | 3.5  | 7.8  | .455 | 1.1 | 1.3 | .816 | 0.7 | 1.2 | 1.9  | 2.3 | 0.9 | 0.2 |    | 1.9 | 8.2  |
| 9  | Phil Smith      | 22   | 74 |    | 14.3 | 3.0  | 6.3  | .476 | 1.7 | 2.1 | .804 | 0.7 | 1.2 | 1.9  | 1.8 | 0.8 | 0.0 |    | 1.9 | 7.7  |
| 10 | Charles Dudley  | 24   | 67 |    | 11.3 | 1.5  | 3.2  | .470 | 1.0 | 1.4 | .722 | 0.9 | 1.3 | 2.2  | 1.5 | 0.6 | 0.0 |    | 1.6 | 4.1  |
| 11 | Steve Bracey    | 24   | 42 |    | 8.1  | 1.3  | 3.1  | .415 | 0.6 | 0.9 | .658 | 0.2 | 0.7 | 0.9  | 1.2 | 0.3 | 0.0 |    | 1.0 | 3.2  |
| 12 | Bill Bridges    | 35   | 15 |    | 7.2  | 1.0  | 2.4  | .417 | 0.1 | 0.3 | .250 | 1.2 | 1.5 | 2.7  | 0.3 | 0.3 | 0.0 |    | 1.3 | 2.1  |
| 13 | Frank Kendrick  | 24   | 24 |    | 5.0  | 1.3  | 3.2  | .403 | 0.8 | 0.9 | .818 | 0.8 | 0.7 | 1.5  | 0.3 | 0.5 | 0.1 |    | 0.9 | 3.3  |

## Galardones y récords
| Jugador       | Galardón                                                       |
| Rick Barry    | Mejor quinteto de la NBA MVP de las Finales de la NBA All-Star |
| Jamaal Wilkes | Rookie del Año de la NBA Mejor quinteto de rookies de la NBA   |